# Municipio de White Butte
El municipio de White Butte (en inglés: White Butte Township) es un municipio ubicado en el condado de Perkins en el estado estadounidense de Dakota del Sur. En el año 2010 tenía una población de 19 habitantes y una densidad poblacional de 0,46 personas por km².

## Geografía
El municipio de White Butte se encuentra ubicado en las coordenadas 45°55′27″N 102°22′55″O / 45.92417, -102.38194. Según la Oficina del Censo de los Estados Unidos, el municipio tiene una superficie total de 41.51 km², de la cual 41,45 km² corresponden a tierra firme y (0,14 %) 0,06 km² es agua.

## Demografía
Según el censo de 2010, había 19 personas residiendo en el municipio de White Butte. La densidad de población era de 0,46 hab./km². De los 19 habitantes, el municipio de White Butte estaba compuesto por el 94,74 % blancos, el 5,26 % eran afroamericanos. Del total de la población el 0 % eran hispanos o latinos de cualquier raza.